# Месть Твари
Месть Твари (англ. Revenge of the Creature) — американский черно-белый художественный фильм, снятый режиссёром Джеком Арнольдом в 1955 году, вышедшего в прокат в США 11 мая 1955 года. Это первый из двух сиквелов первой кинокартины «Тварь из Чёрной Лагуны». Вторым сиквелом и последним фильмом трилогии был «Тварь ходит среди нас» 1956 года. В «Мести твари» в эпизодической роли снялся Клинт Иствуд, не указанный в титрах, и эта роль была его первой работой в полнометражном кинофильме.

## Сюжет
Ранее выживший, изрешечённый пулями, Тварь пойман и отправлен в океанариум Оушен-Харбор во Флориде, где его начинают изучать психолог животных профессор Клит Фергюсон и студентка-ихтиолог Хелен Добсон.
Хелен и Клит быстро начинают влюбляться друг в друга, к большому огорчению Джо Хейса, хранителя Твари. Монстру сразу нравится Хелен, что сильно мешает усилиям Клита пообщаться с ним. Однажды Тварь сбегает из своей цистерны с водой, убивая Джо по пути, и направляется в открытый океан.
Не в силах перестать думать о Хелен, Тварь вскоре начинает следить за ней и Клитом, в итоге похитив Хелен из приморского ресторана, где она с Клитом была на вечеринке. Клит пытается преследовать существо, но тот бежит к океану с Хелен в лапах. Клит и полиция всё же настигают Тварь, и, выбрав момент, полиция стреляет в существо, а в это время Клит спасает Хелен из лап Твари.

## В ролях
| Актёр              | Роль                                                                        |
| ------------------ | --------------------------------------------------------------------------- |
| Джон Агар          | профессор Клит Фергюсон                                                     |
| Лори Нельсон       | Хелен Добсон                                                                |
| Джон Бромфилд      | Джон Хэйес                                                                  |
| Нестор Пайва       | Лукас                                                                       |
| Гроэндон Роудс     | Джексон Фостер                                                              |
| Дэйв Уиллок        | Луи Гибсон                                                                  |
| Роберт Б. Уильямс  | Джордж Джонсон                                                              |
| Чарльз Кейн        | капитан полиции                                                             |
| Лоретта Агар       | женщина на судне (нет в титрах)                                             |
| Джери Бири-старший | фотограф (нет в титрах)                                                     |
| Рику Браунинг      | лаборант (нет в титрах) / Тварь (Джилл-мен, подводные сцены) (нет в титрах) |
| Майк Дойл          | полицейский (нет в титрах)                                                  |
| Дайан ДеЛэйр       | мисс Эбботт (нет в титрах)                                                  |
| Клинт Иствуд       | лаборант Дженнигс (нет в титрах)                                            |
| Том Хеннеси        | водолаз (нет в титрах) / Тварь (Джилл-мен, наземные сцены) (нет в титрах)   |

## Критика
В критической статье газеты «Нью-Йорк Таймс» «Месть Твари» получил негативную оценку и плохие отзывы обо всём, что касалось этого кинофильма. Исключение было сделано лищь для сцен, связанных с интересными декорациями фильма, по мнению автора статьи, который в частности писал: «Океанариум, пожалуй, самый необычный океанариум в мире, создающий действительно красивый и живописный фон...». В целом же, автор статьи пренебрежительно отнёсся к этой картине.
В 1997 году картина вышла в эфир в виде одного из эпизодов комедийного телесериала «Таинственный театр 3000 года» (Mystery Science Theater 3000), высмеивающего фильм.